# Şerif Gören
Şerif Gören (griechisch Σερίφ Γκιορέν Seríf Giorén, * 14. Oktober 1944 in Xanthi, Griechenland; † 8. Dezember 2024) war ein türkischer Regisseur mehrerer preisgekrönter Filme.

## Leben
Die ersten Jahre seiner Kindheit verbrachte er in seiner Heimatstadt Xanthi. Im Jahr 1956 ging er als Stipendiat in die Türkei, um seine Schulausbildung am Istanbuler Jungengymnasium anzutreten, nachdem er ein im Namen des damaligen türkischen Staatspräsidenten Celâl Bayar organisiertes Stipendium gewonnen hatte.
Sein Kontakt mit der Filmbranche kam im Jahre 1962 durch einen Zufall zustande, als ihm auf der Suche nach Arbeit ein Bekannter eine Arbeitsstelle im Erman Filmstudio vermittelte. Dort arbeitete er von 1962 bis 1968 als Filmeditor. Später fing er an, als Regieassistent und dann als Regisseur zu arbeiten. Seine Zusammenarbeit mit Yılmaz Güney begann 1966. Gören drehte Filme wie Deprem (1976), Duvar und Köprü (1975).
Gelegentlich war er auch selbst vor der Kamera zu sehen. In einigen seiner Filme übernahm er kleine Rollen und in einem Film (Sen Türkülerini Söyle) spielte er die Hauptrolle.
Şerif Görens bekanntester Film ist Yol – Der Weg. Als Koregisseur neben Yılmaz Güney erhielt er im Jahre 1982 für diesen Film die Goldene Palme bei den Internationalen Filmfestspielen von Cannes sowie den Französischen Kritikerpreis im Jahr 1983.
Gören war auch am Drehbuch des Oscar-prämierten schweizerisch-türkisch-britischen Spielfilms Reise der Hoffnung von 1990 beteiligt.
Am 8. Dezember 2024 starb Şerif Gören im Alter von 80 Jahren.

## Filme, die im deutschen Fernsehen gezeigt wurden
- 1970: Hoffnung (Originaltitel: Umut)
- 1974: Lebensangst (Originaltitel: Endişe)
- 1982: Yol – Der Weg (Originaltitel: Yol)
- 1983: Trost (DDR-Titel: Gefangen im Eis, Originaltitel: Derman)
- 1985: Die Frösche (Originaltitel: Kurbağalar)
- 1988: Polizei (Originaltitel: Polizei)